# Torsten Fassian
Torsten Fassian (* 30. Januar 1967 in Differdange) ist ein luxemburgischer Judoka in der Kategorie -71 kg. Er war einer der besten Judokas seiner Nation. Er hatte in seinen besten Jahren in seiner Kategorie fast keine Konkurrenz mehr in Luxemburg. Er bekam mit 17 Jahren seinen schwarzen Gürtel und war damit einer der jüngsten Judokas, die den schwarzen Gürtel in Luxemburg und in Europa bekamen. Er ist einer von drei Judokas, die einen Kampf auf dem Grand Slam in Paris gewinnen konnten (Marie Muller, Igor Muller).

## Größte Erfolge (Auswahl)
- Luxemburgische Meisterschaften: 1. Platz
- Europameisterschaften (Junioren) Delemont 1986: 11. Platz
- World Cup Basel: 9. Platz
- Grand Slam Paris: 11. Platz
- I Spiele der kleinen Staaten von Europa San Marino: 2. Platz
- II Spiele der kleinen Staaten von Europa Monaco: 3. Platz